# Sabrina van der Mast
Sabrina van der Mast (Purmerend, 13 maart 1992) is een Nederlandse handbalster die uitkwam voor SEW, VOC en Vido. Tegenwoordig bij Volendam. Nadat Mark Ortega de dames selectie van Volendam verliet om de heren overnam. Werd van der Mast interim van de damesselectie van Volendam.
Ze gold als een groot talent en doorliep alle jeugdselecties. Zo maakte ze deel uit van de Oranje U19 selectie dat in 2011 zilver behaalde bij het EK in Nederland. Een blessure opgelopen bij het WK van 2012 in Tsjechië zorgde ervoor dat ze lange tijd niet in actie kon komen.